# Tribunal (film)
Tribunal är en svensk TV-film från 1995 med Vladimir Grammatikov som regissör. Den är skriven av Jan Guillou. Filmen bygger på ett avsnitt i Guillous roman En medborgare höjd över varje misstanke.

## Handling
En av Carl Hamiltons bästa vänner, Jurij Tjivartsjev, har blivit ställd inför rätta i Moskva anklagad för landsförräderi. För detta brott, som han är skyldig till, kan han bestraffas med döden och hans enda hopp är Carl Hamiltons vittnesmål.

## Rollista
| Stefan Sauk      | – Carl Hamilton      |
| Jevgenij Lazarev | – Tjivartsjev        |
| Marina Zudina    | – försvarsadvokaten  |
| Lars Lind        | – statsministern     |
| Anne-Li Norberg  | – rådgivare          |
| Jan Nyman        | – rådgivare          |
| Igor Ledogorov   | – rättens ordförande |
| Victor Neznanov  | – generallöjtnanten  |
| Andrei Smolyakov | – viceamiralen       |
| Vladimir Steklov | – åklagaren          |